# 6- al duemila
6- al duemila è un album di Andrea Mingardi del 1994.

## Tracce
1. Questa città
2. Amare amare
3. 200 milioni di posti
4. Sai ragazzo
5. La mafia siamo noi
6. Sempre e mai
7. Uomo vivo uomo morto
8. La vita è così
9. Sto con te
10. Mi manca il cielo
11. Futuro futuro